# 灣仔電腦城

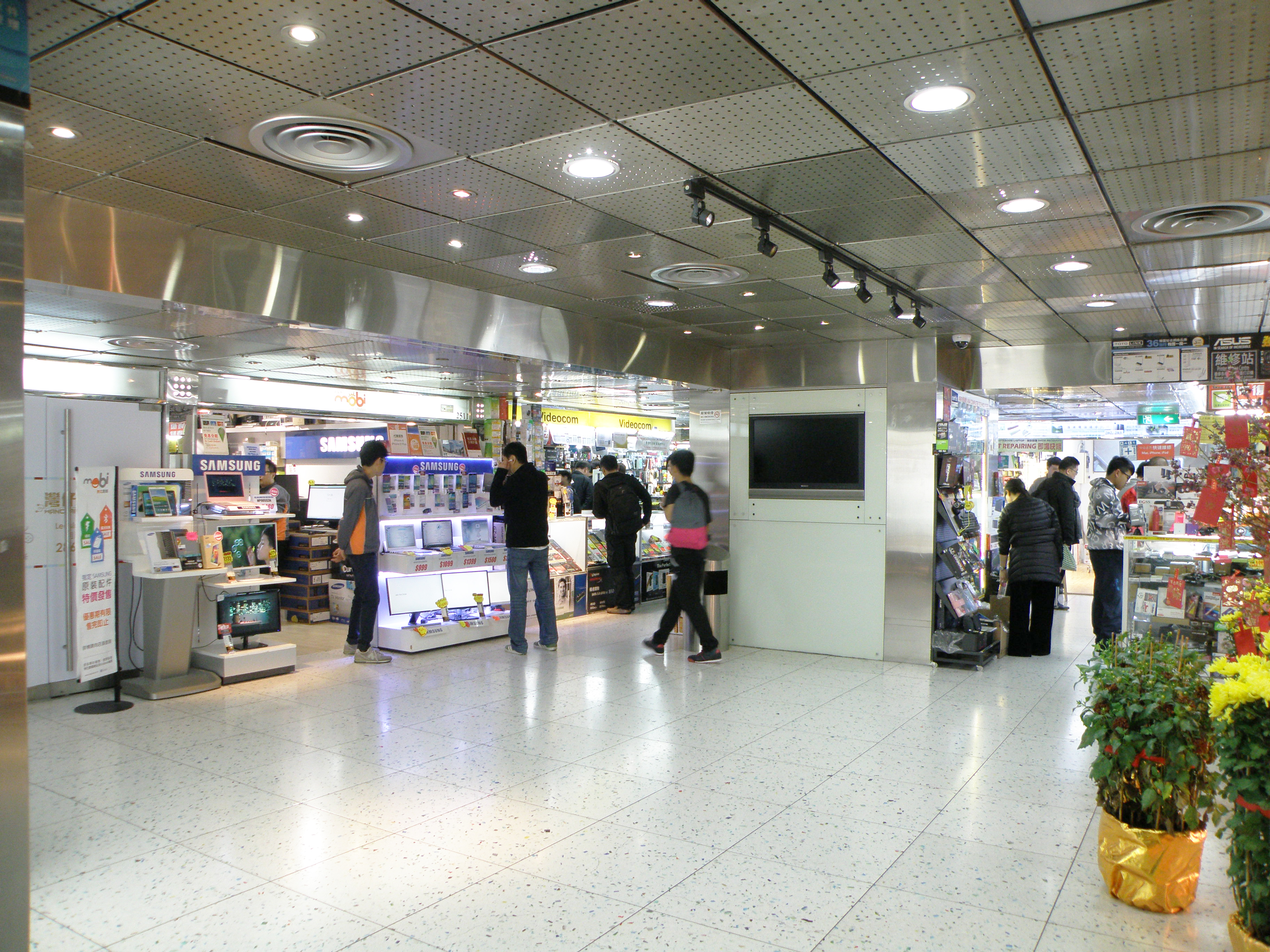
灣仔電腦城

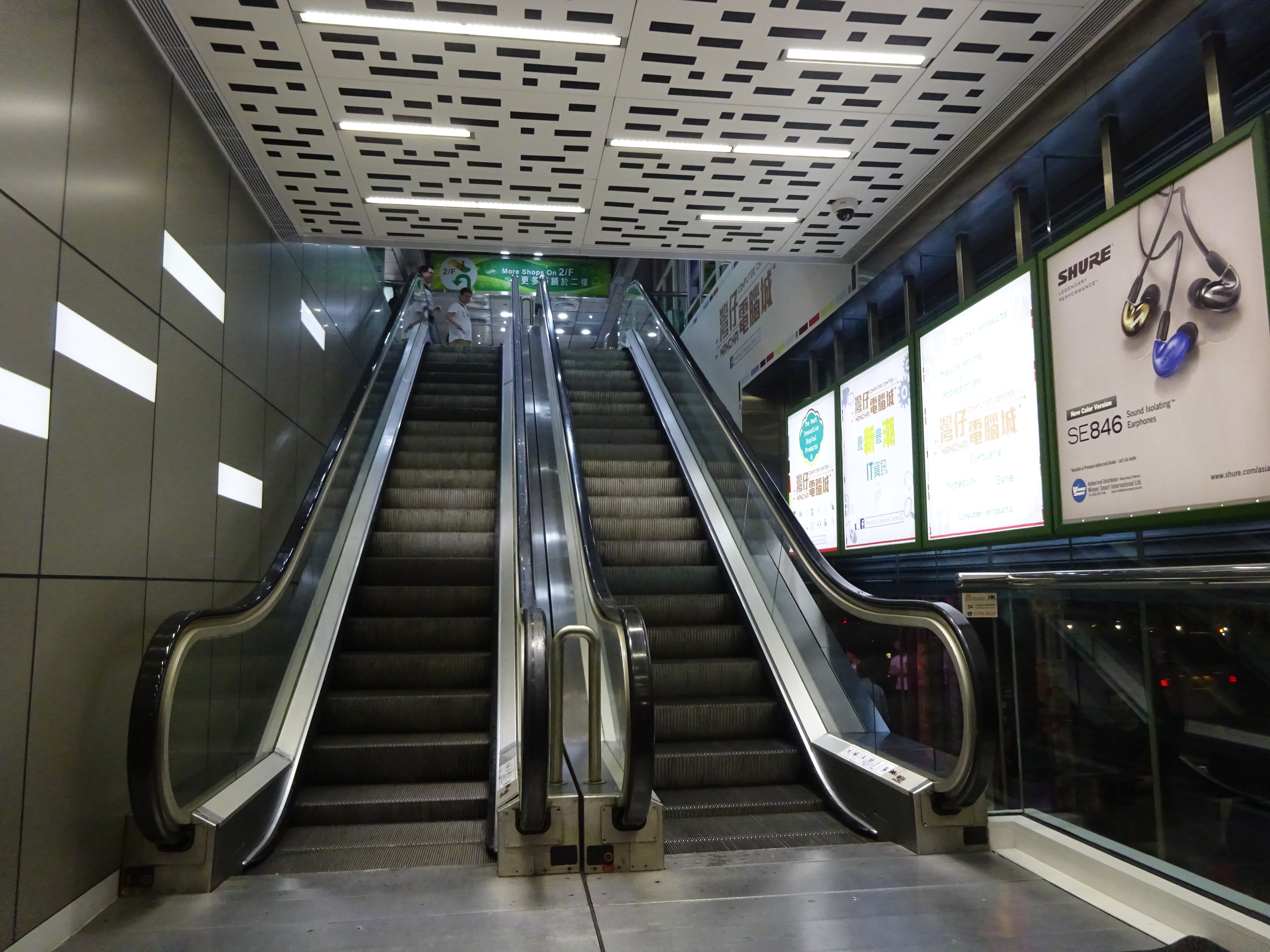
灣仔電腦城入口

灣仔電腦城是香港島區具規模的大型一站式電腦及數碼商場，位於香港島灣仔軒尼詩道130號，鄰近港鐵灣仔站A4出口。前身是運通泰 大酒樓，結業後改裝成電腦商場出租。
購物商場共有3層購物商場，共150間商舖，總樓面面積約37,000平方呎，現時地舖主要由快餐及小食店租用，1樓及2樓分間成百多間舖位，主要銷售桌上型電腦、手提電腦、平板電腦、智能家居及辦公室企業電腦組合、數碼產品包括數碼相機、智能電話、光盤、遊戲軟件、 電腦周邊產品及配件等消費品，亦有二手商店等。商場擁有信譽良好之商戶，為「正版正貨承諾」計劃之會員。

## 獎項
榮獲2015年《經濟日報》及《e-zone》合辦e-brand awards 2015「最佳電腦商場」獎項。

## 另見
- 298電腦特區：灣仔電腦城啟用前香港灣仔區最著名電腦商場。